# Fussballclub Bern
Il Fussballclub Bern è una società calcistica svizzera, con sede a Berna, la capitale elvetica. Milita nella 1ª Lega, la quarta divisione nazionale.

## Storia
Il club vanta una storia ultracentenaria; è stato fondato da Felix Schenk il 10 luglio 1894. Ciò lo rende il quinto club ancora esistente più antico della Svizzera, alle spalle di St. Gallen (1879), Grasshoppers (1886), Servette (1890) e Basilea (1893).
Pochi anni dopo, nel 1898, dalla società si scinde un gruppo di studenti, che va a formare una nuova squadra, lo Young Boys. Tra i due club nasce una classica rivalità cittadina.
Nel 1923 la squadra si aggiudica il campionato, ma il titolo le viene successivamente revocato (e non assegnato ad altri) poiché viene appurato che durante un incontro del girone iniziale i bernesi hanno schierato un giocatore non eleggibile, non avendo dunque il diritto di avanzare ai playoff, dove invece hanno giocato.
Nel 1925 il club è vicecampione, alle spalle del Servette; l'anno dopo raggiunge la finale di coppa, dove viene sconfitto dal Grasshoppers per 2-1.
Nel 1936 l'FC Bern partecipa alla Coppa Europa Centrale, che più tardi verrà ribattezzata Coppa Mitropa. L'avventura si conclude già al turno eliminatorio, dove il Torino regola gli svizzeri con un netto 11-2 totale.
Nel ventennio 1943-1965 la squadra bernese milita costantemente in Nationalliga; disputa sei anni nella Nationalliga A, la massima serie, i restanti anni, in Nationalliga B. L'ultima apparizione nella seconda serie risale al 1983, un anno dopo aver raggiunto come massimo risultato gli ottavi di finale di coppa.
In seguito, il club conosce il periodo più scuro della propria storia, il cui punto più basso risulta la retrocessione in Terza Lega nel 1998. Nel 2000 arriva la promozione in Seconda Lega, nel 2004 la risalita in Seconda Lega interregionale, divisione nella quale milita tuttora.

### Coppa dell'Europa Centrale 1936
| Stagione | Competizione          | Turno       | Nazione           | Avversario | Andata | Ritorno | Totale |
| -------- | --------------------- | ----------- | ----------------- | ---------- | ------ | ------- | ------ |
| 1936     | Coppa Europa Centrale | Preliminare | Italia (bandiera) | AC Torino  | 1-4    | 1-7     | 2-11   |

Nota: in grassetto la gara casalinga.

## Palmarès

### Competizioni nazionali
- Campionato svizzero di seconda divisione: 2

1898-1899 (girone centro), 1932-1933 (gruppo est)
- Och Cup: 2

1921, 1925
- Prima Lega: 3

1932-1933, 1966-1967, 1977-1978

### Competizioni interregionali
- Seconda Lega interregionale: 1

2013-2014 (gruppo 3)

### Altri piazzamenti
- Campionato svizzero:

Secondo posto: 1899-1900, 1900-1901, 1924-1925
Terzo posto: 1901-1902
- Coppa Svizzera:

Finalista: 1925-1926
Semifinalista: 1926-1927, 1934-1935, 1935-1936, 1950-1951
- Challenge League:

Secondo posto: 1939-1940 (Secondo girone), 1942-1943 (girone est), 1944-1945, 1948-1949, 1950-1951
Terzo posto: 1940-1941 (girone centrale)
- Seconda Lega interregionale:

Terzo posto: 2009-2010 (gruppo 2)
- Trofeo Cappelli e Ferrania:

Semifinalista: 1934